# Malacograptis notophanes
Malacograptis notophanes är en fjärilsart som beskrevs av Edward Meyrick 1922. Malacograptis notophanes ingår i släktet Malacograptis och familjen säckspinnare. Inga underarter finns listade i Catalogue of Life.